# Гронув (Кросненський повіт)
Гронув (пол. Gronów) — село в Польщі, у гміні Домб'е Кросненського повіту Любуського воєводства.
Населення — 470 осіб (2011).
У 1975—1998 роках село належало до Зеленогурського воєводства.

## Демографія
Демографічна структура станом на 31 березня 2011 року:
|          | Загалом | Допрацездатний вік | Працездатний вік | Постпрацездатний вік |
| -------- | ------- | ------------------ | ---------------- | -------------------- |
| Чоловіки | 236     | 48                 | 179              | 9                    |
| Жінки    | 234     | 60                 | 149              | 25                   |
| Разом    | 470     | 108                | 328              | 34                   |